# Jery Sandoval
Jery Luz Sandoval Sanabria (El Carmen de Bolívar, 18 de diciembre de 1986) es una actriz, cantante, DJ, diseñadora gráfica, productora musical y modelo colombiana.

## Inicios
Su carrera artística comenzó a los 12 años de edad, lo cual surgió de forma natural ya que su familia le había inculcado siempre el interés por la música. Empezó cantando en la tuna de su colegio y más adelante, cuando tenía 12 años, ya formaba parte de un grupo llamado Notas y Colores, en El Carmen de Bolívar, agrupación donde era voz cantante de baladas y música afroantillana. Además, con su primo Luis formó otra agrupación, con la que ganó el primer lugar en un concurso de intérpretes en Sincelejo.
Entre los 14 y 16 años, Jery viajó constantemente entre Barranquilla y Bogotá. Conoció a personas del mundo de la música que la instaron a grabar su primer disco de música dance. Escribió varias canciones entre ellas: "Te Amo", "Como Dejarte" y "Mi Primer Día Sin Ti".
En el 2001, gracias a la agencia de Julio Navarro e Iván Corredor participó en el concurso “Chica Miércoles”, ocupando el segundo lugar. Incursionó en la televisión trabajando en el canal local Telebarranquilla en un programa llamado Entre la rubia y la morena.
En 2015 participa en el concurso de talentos Tu cara me suena de la cadena Caracol Televisión como una de los participantes.

## Carrera actoral en Colombia
A sus 16 años, después de haber terminado la secundaria en Barranquilla se radicó en Bogotá junto con su madre para materializar su sueño de ser cantante. Un día conoció en un estudio de grabación a Iván Ramírez, quien le propuso representarla. Aceptó, y poco tiempo después él le dijo que asistiera a un casting para el protagónico de la telenovela Al Ritmo De Tu Corazón, allí, grabó 40 capítulos. Cuando los productores del Canal RCN la vieron en el proyecto, prefirieron guardarla para otro que ya tenían en mente, Los Reyes. Para este presentó varios castings, primero como "Pilar", después como "Hilda", y luego como "María". Jery se preparó con Rubén di Pietro, para luego de un mes empezar las grabaciones de esta producción.
Los Reyes se convirtió en éxito en la televisión colombiana. Ello se tradujo en jornadas cada vez más largas y extenuantes de grabación (dos capítulos/día) lo que provocó la defección de varios actores, entre ellos Jery pues, aparte de las horas dedicadas a la telenovela (7:00 a 22:00 o más) tenía que estar estudiando inglés a las 4:00.

## Carrera actoral en México
En marzo de 2006, viajó a México para presentar el casting de la telenovela Código postal, siendo la segunda colombiana en protagonizar en Televisa – México, al lado de Verónica Castro. Allí actuó como Regina Corona hasta octubre de 2006. Pero dejó la novela por causas personales. Grabó la novela con 84 capítulos.

## Carrera musical
En febrero de 2007, se radicó en Puerto Rico para comenzar su producción musical con la disquera White Lion, siendo su productor Elías de León, y ha viajado entre Puerto Rico y Bogotá. Desde principios de 2008 se encuentra radicada en Miami terminado su producción musical con la disquera Universal Music y estudiando inglés en la Universidad de Miami. De su álbum debut se esperaba la internacionalización y ventas millonarias, al punto que antes de lanzar primer sencillo del que , la también cantante Lady Gaga le fue presentado un demo del sencillo ASTRONAUTA. Pero Lady Gaga declino su intenciones con la canción y esta finalmente fue lanzada por Jery.
Sencillos
- 2009: « Astronauta ».[1]
- 2011: «Sexy».[2]
- 2014: «travesuras».[3]

## Popland MTV
Jery Sandoval participó en la telenovela Popland, producida íntegramente por MTV Networks Latinoamérica, escrita por Marcelo Camaño y Claudia Bono.

## Filmografía

### Televisión
| Año  | Título                           | Personaje              | Canal          |
| ---- | -------------------------------- | ---------------------- | -------------- |
| 2005 | Los Reyes                        | María del Carmen Reyes | RCN Televisión |
| 2006 | Código postal                    | Regina Cordona         | Las Estrellas  |
| 2011 | Popland                          | Nicole Martin          | MTV            |
| 2013 | La Madame                        | Lisa                   | UniMas         |
| 2015 | Diomedes, el cacique de la junta | Amante de Rafael       | RCN Televisión |
| 2017 | Venganza                         | Lucero Suárez          | RCN Televisión |

## Reality
| Año  | Título                          | Personaje    | Canal              |
| ---- | ------------------------------- | ------------ | ------------------ |
| 2015 | Tú cara me suena                | Participante | Caracol Televisión |
| 2017 | Soldados 1.0                    | Participante | RCN Televisión     |
| 2025 | La casa de los famosos Colombia | Participante | Canal RCN          |